# Марта Хулия
Марта Хулия Лопес Луна (на испански: Martha Julia López Luna), по-известна като Марта Хулия (на испански: Martha Julia), е мексиканска актриса.

## Биография
Марта Хулия Лопес Луна е родена на 24 февруари 1973 г. в Кулиакан, Синалоа. Между 1995 г. и 2003 г. участва в четири теленовели, продуцирани от Емилио Лароса, Голямата награда (дебют като актриса), Здраве, пари и любов, Приятелки и съпернички и Пътища на любовта.
Четири години по-късно участва в теленовелата Мащехата, продуцирана от Салвадор Мехия, споделяйки сцени с Виктория Руфо, Сесилия Габриела, Жаклин Андере и Сесар Евора.
Първата си главна отрицателна роля получава през 2007 г. в теленовелата Дестилирана любов, продуцирана от Никандро Диас Гонсалес, с участието на Анхелика Ривера и Едуардо Яниес.
На следващата година участва в теленовелата Душа от желязо, продуцирана от Роберто Гомес Фернандес, споделяйки сцени с Алберто Естрея.
Между 2010 г. и 2013 г. участва в теленовелите Желязната дама, продуцирана от Никандро Диас Гонсалес, Когато се влюбиш, продуцирана от Карлос Морено Лагийо, Заради нея съм Ева, продуцирана от Роси Окампо, и Корона от сълзи, продуцирана от Хосе Алберто Кастро.
През 2013 г. е поканена от продуцента Игнасио Сада Мадеро да участва заедно с Алехандро Руис в теленовелата Завинаги любов моя, с участието на Сусана Гонсалес и Гай Екер.
През 2015 г. участва във втората част на теленовелата Не ме оставяй, продуцирана от Карлос Морено и режисирана от Лили Гарса и Фернандо Несме, където споделя сцени със Сесилия Габриела и Артуро Пениче.
През 2022 г. взима участие в теленовелата Мащехата, римейк на едноименната продукция от 2005 г., адаптирана от Габриела Ортигоса, режисирана от Серхио Катаньо и Ектор Маркес и продуцирана от Кармен Армендарис. В теленовелата споделя сцени с Арасели Арамбула, Андрес Паласиос, Сесилия Габриела и Хуан Мартин Хауреги.

## Филмография
- Горчива любов (2024 – 2025) – Магдалена Мурай
- Земя на надеждата (2023) – Адриана Еспиноса Ланда
- Корона от сълзи 2 (2022 – 2023) – Флор Ескутия Борбоя[1]
- Мащехата (2022) – Флоренсия Линарес де Техада
- Проектиране на любовта ти (2021) – Патрисия Манрике де Кастро[2]
- Мексиканката и блондинът (2020 – 2021) – Детектив Ванеса Лариос[3]
- Лекари, линия на живота (2019 – 2020) – Сандра
- Да обичам без закон (2018 – 2019) – Денис Фернандес
- В диви земи (2017) – Алба Кастийо де Ескамия
- Кандидатката (2016 – 2017) – Джесика
- Не ме оставяй (2015 – 2016) – Илеана Олвера
- Завинаги любов моя (2013 – 2014) – Габриела Сан Роман
- Корона от сълзи (2012 – 2013) – Флор Ескутия Борбоя
- Заради нея съм Ева (2012) – Саманта
- Когато се влюбиш (2010 – 2011) – Марина Сепулведа
- Момичето на моето сърце (2010) – Тамара Диес
- Желязната дама (2010) – Шаферка
- Дестилирана любов (2007) – Исадора Дуарте де Монталво
- Никога няма да те забравя (2006) – Лукресия Монтеро
- Мащехата (2005) – Ана Роса Маркес / София Маркес
- Любов и разбито сърце (2004 – 2005) – Синтия
- Лусиана и Николас (2003 – 2004) – Лорена Егускиса
- Пътища на любовта (2002 – 2003) – Сандра Ирибарен
- Приятелки и съпернички (2001) – Маргарита Рейес Ретана
- Здраве, пари и любов (1997 – 1998) – Консуело Флорес де Домингес
- Голямата награда (1995 – 1996) – Консуело Флорес

## Театър
- Женска баня (2013)[4][5]
- Комичният тенор (2012) – Мария Инес[6]

## Награди и номинации
- Награди TVyNovelas

| Година | Категория                           | Теленовела        | Резултат   |
| ------ | ----------------------------------- | ----------------- | ---------- |
| 2008   | Най-добра актриса в поддържаща роля | Дестилирана любов | Номинирана |